# 里赞
里赞（1963年7月—），黑龙江哈尔滨人，汉族，中国国民党革命委员会党员。中华人民共和国政治人物、第十三届全国人民代表大会四川地区代表。

## 生平
2018年2月24日，当选为第十三届全国人大代表。